# Hebefilia
Hebefilia (z gr. Ἥβη Hḗbē, łac. Hebe – młodość i φιλία – miłość) – parafilia polegająca na seksualnych preferencjach dorosłych do kontaktów z osobami we wczesnym okresie dojrzewania (11–14 lat), w przeciwieństwie do efebofilii (preferencja osób w późnym okresie dojrzewania, w wieku około 15–19 lat) i pedofilii (preferencja osób przed okresem dojrzewania). Słowo hebefilia zarezerwowane jest wyłącznie do określania przypadku, kiedy popęd seksualny do osób w okresie dojrzewania jest silniejszy niż do osób dojrzałych.
Zakres wiekowy osób preferowanych w hebefilii jest podany w przybliżeniu, ponieważ rozpoczęcie i zakończenie dojrzewania przebiega różnie. Częściowo z tego powodu niektóre definicje chronofilii pokazują nakładanie się preferowanych zakresów wiekowych w pedofilii, hebefilii i efebofilii. Na przykład DSM-5 rozszerza niedojrzałość płciową do wieku 13 lat, ICD-10 włącza wczesny etap dojrzewania do preferencji w pedofilii, a niektóre definicje efebofilii zawierają preferowany zakres wieku od 14 lat, aż do późnego wieku nastoletniego. Średnio dziewczęta rozpoczynają proces dojrzewania w wieku 10 lub 11 lat, a chłopcy w wieku 11 lub 12 lat. Określenie efebofilia nie występuje w klasyfikacjach zaburzeń psychicznych DSM-5 i ICD-10. Hebefilia podobnie jak efebofilia może być zdiagnozowana jako parafilia niespecyficzna (DSM 302.9), w sytuacji gdy powoduje dysfunkcję lub jest przyczyną zachowań o charakterze wykorzystania seksualnego. Uważa się, że odróżnienie pociągu seksualnego do dzieci przed okresem dojrzewania, od pociągu seksualnego do osób we wczesnym lub późnym okresie dojrzewania jest istotne z klinicznego punktu widzenia.